# The Shape of Water (Soundtrack)
Die Musik zum Film Shape of Water – Das Flüstern des Wassers (Originaltitel The Shape of Water) wurde von Alexandre Desplat komponiert.

## Produktion
„Schon der Beginn von Shape of Water, wenn alles durch das Wasser schwebt, hat diese fließende Bewegung, die sich durch den ganzen Film zieht, die Kamera ruht nie. Diese Bewegung ist bereits musikalisch, ich muss dafür nur noch die Emotionen der Hauptfigur und ihre Beziehung vertonen und dann im Grunde auf den Bildern mitgleiten.“

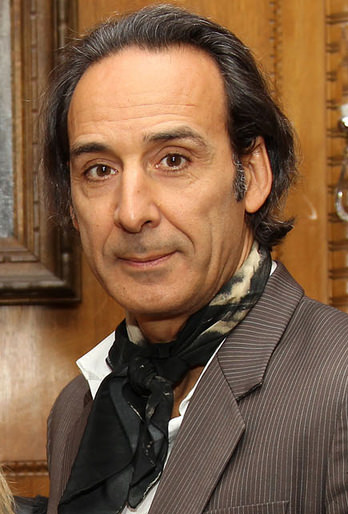
Die Musik zum Film wurde von dem französischen Komponisten und Oscar-Preisträger Alexandre Desplat komponiert

Die Musik zum Film Shape of Water – Das Flüstern des Wassers wurde von Alexandre Desplat komponiert. Es handelt sich um die erste Zusammenarbeit des französischen Komponisten in dieser Funktion mit Regisseur Guillermo del Toro. Der Film spielt zu Beginn der 1960er-Jahre und handelt von einer stummen Reinigungskraft, die in einem US-amerikanischen Geheimlabor arbeitet und sich in eine dort gefangengehaltene, amphibische Kreatur verliebt. Desplat erklärte, del Toro und er kannten sich schon seit einigen Jahren, und als er ihm von dieser Lovestory zwischen einem Amphibien-Mann und einer Frau erzählte, sei er sofort völlig fasziniert gewesen: „Es war einfach wunderbar poetisch, und einem Künstler wie Guillermo kann man zutrauen, daraus etwas außergewöhnlich Schönes zu schaffen. Die Kamera ist ständig in Bewegung, diesem stetigen Fluss wollte ich mit meiner Musik entsprechen.“
In einem Video-Interview mit Zach Laws sagte Desplat, er wollte der stummen Elisa im Film mit der Musik eine Stimme geben, mit der sie ihre Gefühle zum Ausdruck bringen kann, aber auch den anderen Minderheiten im Film, da neben ihr alle gezeigten Figuren im Film (abgesehen von den Leitern der Forschungseinrichtung) Außenseiter der Gesellschaft seinen, so Menschen, die niedrige Jobs verrichteten wie Putzfrauen, Afroamerikaner, Stumme und Schwule, so Desplat. Gleichzeitig wollte er mit der Musik auch unterscheidbar machen, wer im Film die eigentlichen Monster sind und wer nicht. Die Kreatur sei im Film ein richtiger Mann und kein Monster, so Desplat, nur unter den Menschen fänden sich die wahren Monster.
Im Film lebt Anfang der 1960er Jahre die stumme Elisa in einer Wohnung über einem heruntergekommenen Lichtspielhaus von Baltimore und arbeitet nachts als Reinigungskraft für ein strenggeheimes Hochsicherheitslabor der US-Regierung. Eines Tages kommen ein Wissenschaftler und der Sicherheitschef mit einem seltsamen Geschöpf in die Basis, einem Amphibien-Mann, den man im Amazonas in Südamerika gefangen hat. Anfänglich noch empfindet Elisa gegenüber dem mysteriösen Amphibien-Mann Abscheu, doch bald schon freunden sich die beiden an. Um eine Vivisektion der Kreatur zu verhindern, schafft Elisa sie von der Basis und bringt sie in ihrem Badezimmer unter.
Über die Vorbereitungen auf das Projekt, das in dieser Zeit spielt, sagte Desplat: „Da musste ich nicht recherchieren, die Musik aus der Zeit war mir bekannt. Ich hörte schon als Kind amerikanische Musik aus den dreißiger, vierziger und fünfziger Jahren. Meine Eltern hatten eine große Plattensammlung, das ist Teil meiner Bildung, genauso wie ich nicht mehr Strawinsky oder Bach recherchieren muss, weil ich damit aufgewachsen bin. [...] Meine Recherche ist vor allem, den Zugang zu einem Film zu finden, den geheimen Weg, den ich in Musik verwandle, die das Publikum leitet. Mit dem passenden Score wird aus den einzelnen Szenen ein fließendes Ganzes.“ Weiter erklärte Desplat, schon der Beginn von Shape of Water, wenn alles durch das Wasser schwebt, habe diese fließende Bewegung, die sich durch den ganzen Film zieht, und die Kamera ruhe nie: „Diese Bewegung ist bereits musikalisch, ich muss dafür nur noch die Emotionen der Hauptfigur und ihre Beziehung vertonen und dann im Grunde auf den Bildern mitgleiten.“
Desplat beschreibt den Film, der sehr offen für Musik sei, als eine Art Musical, weil dieser von diesem Thema durchzogen sei. So sehe Elisa darin im Fernsehen Musiksendungen, sie träume davon, mit einer Band zu singen, und der Kreatur spielt sie auf dem Kassettenrekorder Lieder vor. Daher hatte Desplat versucht, den Zuschauer mit der Musik auf diese Reise mitzunehmen.

## Veröffentlichung
Der Soundtrack umfasst 26 Musikstücke und wurde am 8. Dezember 2017 von Decca Records veröffentlicht. Am 28. Februar 2018 wurden eigens für das Oscar-Konzert arrangierte Stücke aus der Filmmusik vom Los Angeles Philharmonic live gespielt.

## Titelliste
1. The Shape of Water
2. You’ll Never Know (feat. Renée Fleming)
3. The Creature
4. Elisa’s Theme
5. Fingers
6. Spy Meeting
7. Elisa and Zelda
8. Five Stars General
9. The Silence of Love
10. Egg
11. That Isn’t Good
12. Underwater Kiss
13. The Escape
14. Watching Ruth
15. Decency
16. He’s Coming for You
17. Overflow of Love
18. Without Yo
19. Rainy Day
20. A Princess Without a Voice
21. La Javanaise – Madeleine Peyroux
22. I Know Why (And So Do You) – Glenn Miller & His Orchestra
23. Chica Chica Boom Chic – Carmen Miranda
24. Babalu – Caterina Valente, Silvio Francesco
25. A Summer Place – Andy Williams
26. You’ll Never Know (feat. Renée Fleming)

## Rezeption
Hannes Könitzer von Robots & Dragons meint, der Soundtrack von Alexandre Desplat unterstreiche die im Film erzählte Geschichte perfekt, ohne dass sich die Musik in den Vordergrund dränge.
Andreas Borcholte von Spiegel Online meint, der Soundtrack aus altem Swing und die liebliche Filmmusik von Desplat sorgten für Verzückung: „Man fühlt sich wie in einer amerikanischen Groschenromanversion von Amélie.“

## Auszeichnungen
Am 18. Dezember 2017 gab die Academy of Motion Picture Arts and Sciences bekannt, dass sich Alexandre Desplats Arbeit auf einer Shortlist befindet, aus der die Nominierungen in der Kategorie Beste Filmmusik im Rahmen der Oscarverleihung 2018 erfolgten. Eine offizielle Nominierung erfolgte im Januar 2018. Hier eine Auswahl von Nominierungen und Auszeichnungen im Rahmen bekannter Filmpreise.
British Academy Film Awards 2018
- Auszeichnung für die Beste Filmmusik (Alexandre Desplat)

Critics’ Choice Movie Awards 2018
- Auszeichnung für die Beste Filmmusik (Alexandre Desplat)[11]

Golden Globe Awards 2018
- Auszeichnung für die Beste Filmmusik[12]

Grammy Awards 2019
- Nominierung als Best Score Soundtrack For Visual Media (Alexandre Desplat)

Hollywood Music in Media Awards 2017
- Nominierung in der Kategorie Original Score: Sci-Fi/Fantasy Film (Alexandre Desplat)[13]

Houston Film Critics Society Awards 2018
- Auszeichnung für die Beste Filmmusik

Internationale Filmfestspiele von Venedig 2017
- Soundtrack Stars Award (Alexandre Desplat)[14]

Los Angeles Film Critics Association Awards 2017
- Auszeichnung als Runner-up für die Beste Filmmusik (Alexandre Desplat)[15]

Los Angeles Online Film Critics Society Awards 2018
- Nominierung für die Beste Filmmusik[16]

Oscarverleihung 2018
- Auszeichnung für die Beste Filmmusik (Alexandre Desplat)

Santa Barbara International Film Festival 2018
- Auszeichnung für die Beste Filmmusik (Alexandre Desplat)[17]

Phoenix Film Critics Society Awards 2017
- Auszeichnung als Best Original Score[18]

Satellite Awards 2017
- Nominierung für die Beste Filmmusik (Alexandre Desplat)[19]

Saturn-Award-Verleihung 2018
- Nominierung für die Beste Filmmusik  (Alexandre Desplat)[20]